# Задача двох тіл

Два тіла обертаються навколо спільного центра мас.

Задача двох тіл — фундаментальна теоретична задача про рух двох матеріальних точок, що взаємодіють між собою, важлива для класичної та квантової механіки. Зокрема, при гравітаційній взаємодії між тілами, розв'язок задачі описує обертання тіл навколо спільного центра мас, а також гіперболічні траєкторії при розсіюванні масивних тіл.
Розв'язок класичної задачі двох тіл був опублікований Ісааком Ньютоном в його основній праці «Philosofiae naturalis principia mathematika» в 1687. Цей розв'язок дав змогу пояснити закони Кеплера, що описують рух планет навколо Сонця.
Для подібної задачі трьох тіл загального аналітичного розв'язку вже не існує.

## Класична механіка
В класичній механіці рівняння руху тіл масами {\displaystyle m_{1}} та {\displaystyle m_{2}} є законами Ньютона:
{\displaystyle m_{1}{\ddot {\mathbf {r} }}_{1}=-\nabla _{r_{1}}U(|\mathbf {r} _{1}-\mathbf {r} _{2}|)},
{\displaystyle m_{2}{\ddot {\mathbf {r} }}_{2}=-\nabla _{r_{2}}U(|\mathbf {r} _{1}-\mathbf {r} _{2}|)},
де {\displaystyle U(\mathbf {r} _{1}-\mathbf {r} _{2})} — потенціальна енергія взаємодії між тілами.
При переході до системи центра мас ці рівняння зводяться до
{\displaystyle M{\ddot {\mathbf {R} }}=0},
{\displaystyle \mu {\ddot {\mathbf {r} }}=-\nabla U(r)},
де {\displaystyle \mathbf {R} } — радіус-вектор центра мас, {\displaystyle \mathbf {r} =\mathbf {r} _{1}-\mathbf {r} _{2}} — вектор, що сполучає матеріальні точки, {\displaystyle M=m_{1}+m_{2}} — сумарна маса двох тіл, {\displaystyle \mu } — зведена маса:
{\displaystyle \mu ={\frac {m_{1}m_{2}}{m_{1}+m_{2}}}}.
Таким чином задача двох тіл розпадається на задачу про поступальний рух центра мас і задачу про рух матеріальної точки масою {\displaystyle \mu } в центральному потенціалі. Прискорення центра мас дорівнює нулю, тобто він рухається із постійною швидкістю, відносний рух матеріальних точок складніший.

### Закони збереження
Задача про відносний рух, тобто рух матеріальної точки в центральному потенціалі, спрощується, якщо застосувати закони збереження енергії та моменту імпульсу:
{\displaystyle E={\frac {\mu {\dot {\mathbf {r} }}^{2}}{2}}+U(r)={\text{const}}},
{\displaystyle \mathbf {L} =\mu [\mathbf {r} {\dot {\mathbf {r} }}]={\text{const}}}.
Вектор моменту імпульсу перпендикулярний як до радіус-вектора матеріальної точки, так і до її вектора її швидкості. Тому рух матеріальної точки завжди залишається в площині, перпендикулярній до {\displaystyle \mathbf {L} }.
В полярній системі координат із віссю z вздовж {\displaystyle \mathbf {L} } рівняння руху записуються:
{\displaystyle {\frac {\mu ({\dot {\rho }}^{2}+\rho ^{2}{\dot {\varphi }}^{2})}{2}}+U(\rho )=E},
{\displaystyle \mu \rho ^{2}{\dot {\varphi }}=L}.
Підставляючи {\displaystyle {\dot {\varphi }}} із другого рівняння в перше, можна знайти залежність {\displaystyle {\dot {\rho }}} від {\displaystyle \rho }:
{\displaystyle {\dot {\rho }}^{2}={\frac {2E}{\mu }}-{\frac {2U(\rho )}{\mu }}-{\frac {l^{2}}{\rho ^{2}}}},
де {\displaystyle l=L/\mu }.
Кутова швидкість {\displaystyle {\dot {\varphi }}} завжди одного знаку, тобто вектор, що сполучає матеріальні точки, повертається навколо центра мас або тільки за годинниковою стрілкою, або тільки проти годинникової стрілки.
Рівняння
{\displaystyle G(\rho )={\frac {2E}{\mu }}-{\frac {2U(\rho )}{\mu }}-{\frac {l^{2}}{\rho ^{2}}}=0},
визначає точки повороту, тобто такі значення віддалі між матеріальними точками, при яких вони припиняють наближатися чи віддалятися одна від іншої. Залежно від поведінки функції {\displaystyle G(\rho )} розрізняють три випадки.
- Фінітний рух виникає тоді, коли {\displaystyle G(\rho )>0} в певному інтервалі {\displaystyle \rho _{1}<\rho <\rho _{2}}, де {\displaystyle \rho _{1}} — віддаль максимального зближення, {\displaystyle \rho _{2}} — віддаль максимального віддалення двох матеріальних точок, відповідно. Фінітний рух відповідає нескінченному обертанню матеріальних точок навколо спільного центра мас, на зразок обертання Землі навколо Сонця.
- Інфінітний рух виникає тоді, коли {\displaystyle G(\rho )>0} при {\displaystyle \rho >\rho _{1}}, де {\displaystyle \rho _{1}} віддаль максимального збиження матеріальних точок. Інфінітний рух відповідає розсіюванню матеріальних точок одна на одній. Він виникає тоді, коли початкова кінетична енергія відносного руху двох тіл велика, а тому тіла зближаються і розлітаються знову.
- Падіння на центр відбувається тоді, коли {\displaystyle G(\rho )=0} тільки в точці {\displaystyle \rho =0}.

Розв'язок рівняння руху задається неявною функцією віддалі від часу:
{\displaystyle t-t_{0}=\pm \int \limits _{\rho _{0}}^{\rho }{\frac {d\rho ^{\prime }}{\sqrt {{\frac {2E}{\mu }}-{\frac {2U(\rho ^{\prime })}{\mu }}-{\frac {l^{2}}{\rho ^{\prime 2}}}}}}}.
Траєкторія руху:
{\displaystyle \varphi (\rho )-\varphi _{0}=l\mu \int \limits _{\rho _{0}}^{\rho }{\frac {d\rho ^{\prime }}{\rho ^{\prime 2}{\sqrt {\mu (E-U(\rho ^{\prime })-\mu l^{2}/2\rho ^{\prime 2}}}}}}.
Тут {\displaystyle \rho _{0}} та {\displaystyle \varphi _{0}} задають віддаль між матеріальними точками в початковий момент часу та початковий кут. При цьому енергія E та момент імпульсу L також визначаються початковими умовами — положенням точок і початковою кутовою швидкістю.

### Потенціал кулонівського типу
Найважливішим для застосувань є потенціал
{\displaystyle U(r)=-{\frac {\alpha }{r}}},
де {\displaystyle \alpha } — певний параметр. При {\displaystyle \alpha >0} потенціал описує притягання, при {\displaystyle \alpha <0} — відштовхування
Таким потенціалом записується взаємодія масивних тіл за законом всесвітнього тяжіння, а також взаємодія електричних зарядів. У випадку гравітаційної взаємодії матеріальні точки завжди притягаються, у випадку електричної — притягаються або відштовхуються в залежності від знаку зарядів.
Вводячи безрозмірні змінні {\displaystyle {\tilde {\rho }}=\rho |\alpha |/l^{2}\mu }, {\displaystyle \tau =\alpha ^{2}t/l^{3}\mu ^{2}} рівняння руху переписуються у вигляді:
{\displaystyle {\tilde {\rho }}^{2}{\frac {d\varphi }{d\tau }}=1},
{\displaystyle \left({\frac {d{\tilde {\rho }}}{d\tau }}\right)^{2}+{\tilde {\rho }}^{2}{\frac {d\varphi }{d\tau }}+{\frac {2}{\tilde {\rho }}}=e^{2}-1},
де
{\displaystyle e^{2}=1+{\frac {2l^{2}\mu E}{\alpha ^{2}}}}.
Інтегрування рівняння траєкторії дає два можливих розв'язки:
{\displaystyle {\tilde {\rho }}={\frac {1}{1+e\cos \;(\varphi -\varphi _{0})}}}
та
{\displaystyle {\tilde {\rho }}={\frac {1}{-1+e\cos \;(\varphi -\varphi _{0})}}}

#### Притягання
У випадку притягання траєкторія задається першою із двох формул і, її вигляд залежить від параметра e.
- При {\displaystyle e>1}, що відповідає додатньому значенню енергії {\displaystyle E>0}, траєкторія є гіперболою. У цьому випадку матеріальні точки злітаються і розлітаються — відбувається розсіювання.
- При {\displaystyle e<1}, що відповідає від'ємному значенню енергії {\displaystyle E<0}, траєкторія є еліпсом. Параметр {\displaystyle e} — відіграє роль ексцентриситету. Залежність {\displaystyle \rho } від {\displaystyle \varphi } періодична.
- При {\displaystyle e=1}, що відповідає нульовому значенню енергії {\displaystyle E=0}, траєкторія є параболою.

#### Закони Кеплера
Експериментально відкриті Кеплером закони руху планет, можна отримати із загального розв'язку у випадку, коли маса однієї з матеріальних точок набагато перевищує масу іншої, наприклад {\displaystyle m_{2}\gg m_{1}}, як у випадку планет і Сонця. Розглядається випадок гравітаційної взаємодії, коли {\displaystyle \alpha =Gm_{1}m_{2}}, де {\displaystyle G} — гравітаційна стала.
- При {\displaystyle e<1} траєкторія є еліпсом з великою піввіссю {\displaystyle a={\frac {|\alpha |}{2|E|}}} та малою піввіссю {\displaystyle b=l{\sqrt {\frac {\mu }{2|E|}}}}. Еліпсом також є траєкторія кожної із матеріальних точок. Масивніша точка описує менший еліпс, легша — більший. Якщо маса одного з тіл набагато більша від маси іншого, то еліпс масивного тіла зовсім маленький і можна приблизно вважати, що масивне тіло перебуває в фокусі еліпса, який описує легке тіло, що відповідає першому закону Кеплера.
- Секторна швидкість тіла з масою {\displaystyle m_{1}} дорівнює:
{\displaystyle {\frac {1}{2}}\rho _{1}^{2}{\frac {d\varphi }{dt}}={\frac {1}{2}}{\frac {m_{2}^{2}}{M^{2}}}l={\text{const}}}.

Звідси другий закон Кеплера — за рівні проміжки часу радіус-вектор планети замітає однакові площі.
- Період обертання T відповідає зміні кута {\displaystyle \varphi } на {\displaystyle 2\pi }. Інтегруючи рівняння руху, можна отримати

{\displaystyle \int _{0}^{2\pi }{\frac {1}{2}}\rho ^{2}d\varphi ={\frac {1}{2}}lT}.
З іншого боку, ліва частина цієї рівності є площею еліпса і дорівнює {\displaystyle \pi ab\,}.
Нескладні перетворення дають співвідношення
{\displaystyle {\frac {a^{3}}{T^{2}}}=G{\frac {m_{1}+m_{2}}{4\pi ^{2}}}}.
Якщо {\displaystyle m_{2}} — маса Сонця, то масою планети {\displaystyle m_{1}} в сумі можна знехтувати. В такому випадку отримуємо третій закон Кеплера : відношення куба півосі еліпса до квадрата періоду обертання однакове для всіх планет сонячної системи.
{\displaystyle {\frac {a^{3}}{T^{2}}}={\frac {GM_{\bigodot }}{4\pi ^{2}}}}

#### Відштовхування
У випадку відштовхування між матеріальними точками, як наприклад, при взаємодії однойменних електричних зарядів, енергія завжди додатня, а тому траєкторії руху точок є гіперболами, що описуються нижньою з двох формул для {\displaystyle {\tilde {\rho }}}

#### Залежність координат від часу
Інтегрування рівнянь руху дозволяє знайти не тільки траєкторію матеріальних точок, а й залежність віддалі та кута від часу. Найпростіше ця залежність виглядає в параметричному вигляді.
- Випадок еліптичних орбіт, {\displaystyle E<0}

{\displaystyle t={\sqrt {\frac {\mu a^{3}}{|\alpha |}}}(\xi -e\sin \,\xi )}
{\displaystyle \rho =a(1-e\cos \,\xi )}
Тут відлік часу починається з моменту, коли тіла знаходилися в перигелії.
- Випадок гіперболічних орбіт, {\displaystyle E<0}.

{\displaystyle \rho =ae({\text{ch}}\,\xi -1)}
{\displaystyle t={\sqrt {\frac {\mu a^{3}}{|\alpha |}}}(e\,{\text{sh}}\,\xi -\xi )}
Параметр {\displaystyle -\infty <\xi <\infty }.

## Задача двох тіл у загальній теорії відносності
У класичній механіці орбіта будь-якого тіла, захопленого тяжінням іншого тіла, є еліпсом або колом — саме такі орбіти ми спостерігаємо в Сонячній системі. Проте врахування ефектів загальної теорії відносності показує, що такі орбіти зазнають прецесії, тим більшої, чим сильнішими є гравітаційні поля. У екстремальних умовах, наприклад, в околицях чорних дір, траєкторії взагалі можуть переставати бути схожими на еліпси, а виглядати доволі хаотично.

## Приклади
У системі Земля—Місяць, обидва тіла обертаються навколо спільного центра мас, так званого барицентра. Оскільки Земля у 81,3 рази масивніша за Місяць, радіус її орбіти значно менший — якщо Місяць рухається по колу, радіус якого становить близько 380 тисяч кілометрів, то Земля обертається по колу, радіус якого становить лише близько 4700 кілометрів (тобто, барицентр перебуває всередині Землі, на глибині близько 1700 кілометрів). Інший приклад — Плутон і його супутник Харон. Різниця їх мас значно менша, тому центр мас розташований поза межами обох тіл — за 1000 кілометрів над поверхнею Плутона.